# ルル (歌手)
ルル（Lulu）の芸名で知られるルル・ケネディ＝ケアーンズ（Lulu Kennedy-Cairns, OBE、1948年11月3日 – ）は、イギリス、スコットランド出身の歌手、作曲家、女優、テレビタレント。1960年代から現在までショウビジネスの第一線で活動している。
アメリカでは、1967年に公開されたジェームズ・クラヴェル監督、シドニー・ポワチエ主演の映画『いつも心に太陽を』のバーバラ・ペグ役と、同名の主題歌を歌ったことで有名。イギリスではデビュー曲「シャウト」 (Shout)、ユーロビジョン・ソング・コンテストのエントリー曲となった「恋のブンバガバン」(Boom Bang-a-Bang) などがよく知られている。

## 経歴

### 1960年代
出生名メアリー・マクドナルド・マクローリン・ローリー (Marie McDonald McLaughlin Lawrie)。 地元で肉屋を営む一家の長女としてグラスゴーのレノックスタウンで育つ。4歳でエリザベス2世の戴冠記念祝賀行事に出席し、歌を披露する。
14歳の時から地元のバンド The Gleneagles にリードシンガーとして加入。グラスゴーやエジンバラのクラブに出演したほか、毎週日曜日の夜にはグラスゴーのディスコ、リンデラ・クラブのステージに上がるようになる。ここで長きにわたってビジネス・パートナーとなるマリオン・マッセイに発掘される。マッセイはローリーとバンドのマネージャーとなり、全員をロンドンに連れて行く。マッセイはローリーにルルという芸名を与え、同時にバンドの名前も「ザ・ラヴァーズ」と改めさせた。
コロムビアとの契約には失敗したが、間もなくデッカ・レコードと契約。1964年春、ルル・アンド・ザ・ラヴァーズとして、アイズレー・ブラザーズの「シャウト」をカバーし15歳にしてプロ・デビュー。「シャウト」はUKチャートの7位まで上昇し、ルルはテレビ、ラジオに引っ張りだこの人気アイドルとなる。1965年には『メロディ・メイカー』誌上で「Britain’s Most Promising Newcomer In Showbusiness（ブリテンのショウビジネスにおいて最も有望な新人）」に選ばれる。 
1966年にはザ・ラヴァーズから離れ、ソロ歌手として完全に独立。ホリーズとともにポーランドで公演、イギリス人女性歌手として初めて東欧圏でライブを行った。同年、ミッキー・モストのプロデュースを希望し、2年前に自分たちを落としたコロムビアに移籍。
翌1967年4月には、ニール・ダイアモンドのペンになる「The Boat that I Row」でUKシングル・チャートにカムバックする（最高6位）。モストのプロデュースでリリースした7枚のシングルはいずれもチャート・インした。
1967年、映画初出演作となる『いつも心に太陽を』が公開され、ルルが歌った主題歌は全米1位となった。イギリス国内ではポップ・スターとして人気を博し、同年BBCで音楽とコメディをフィーチャーした人気番組『Three Of A Kind』に出演したことをきっかけに、翌1968年から1975年まで、彼女自身がパーソナリティを務めるテレビ番組を持つことになる（番組名は『Lulu’s Back In Town』、『Happening For Lulu』など何度かリニューアルした）。この頃には権威ある新聞各紙上で「ベスト・ドレッサー」「ミス・バレンタイン」等、様々な賞を受賞した。特にディスク紙の「トップ・テレビ・アーティスト」、ニュー・ミュージカル・エキスプレス紙の「ザ・ワールド・トップ・フィメイル・シンガー・オブ・ザ・イヤー」が著名である。
1969年3月、彼女は「恋のブンバガバン」を引っ提げ、イギリス代表としてユーロビジョン・ソング・コンテスト1969に出場。スペイン、オランダ、フランスの各代表と最後まで激しく争い優勝を勝ち取った（後の1975年、今度はルルがBBCの「ソング・フォー・ヨーロッパ」のホステスとしてシャドウズを本戦に送り出している）。この数週間前には、ビージーズのモーリス・ギブと結婚。ハネムーンはルルのユーロビジョン出場のため延期された。
1969年の大晦日、BBC1の特番『ポップ・ゴー・'60s』に出演し、「恋のブンバガバン」を歌って1960年代を締めた。

### 1970年代
1970年、「Oh Me Oh My (I’m a Fool for You Baby)」（後にアレサ・フランクリン、バスター・ポインデクスター、ジョン・ホルトらがカバー）でアメリカのヒット・チャートのTop30にランクイン。
1972年、BBCの特番『Fifty Years Of Music』にゲストのひとりとして出演。同年、パレス・シアターでクリスマスのパントマイム舞台『ピーターパン』に主演した。
1973年、モーリスと離婚。多忙な2人のすれ違いとモーリスの深酒が原因であった（モーリスの兄バリーは彼らが若過ぎることを理由に当初から結婚に反対していた）。同年「モーキャンビー&ワイズ・ショー」に出演し、「All the Things You Are」、「Happy Heart」を歌った。
1974年にはロジャー・ムーア主演のボンド作品『007 黄金銃を持つ男』のメインテーマを担当。同年、デヴィッド・ボウイの「世界を売った男」(The Man Who Sold the World)、「Watch That Man」をカバー・レコーディング。ボウイ自身がプロデュース、サックスの演奏、バッキング・ボーカルを買って出た。
1976年の大晦日には、エリザベス2世の戴冠25周年を記念して放送された、BBC1の『Jubilee Of Music』で「シャウト」を披露した。

### 1980年代
1980年初頭はヒットチャートに登場する機会はやや減っていた。エルトン・ジョンのレーベル、ロケット・レコードから「I Love to Boogie」をリリースしたが、プレスの好意的な批評にもかかわらずチャートの75位にも上がらなかった。
しかし、翌1981年には、「I Could Never Miss You (More Than I Do)」で全米チャートに返り咲く（トップ20入り、アダルト・コンポラリー・チャートでは2位まで上昇）。翌年も「If I Were You」が中ヒットを記録。アルバム『ルル』収録の 「Who’s Foolin’ Who」でグラミー賞にノミネートされた。
1983年、自身の過去のヒット曲を再レコーディングし、そのうち「シャウト」のニューバージョンが1986年にUKトップ10ヒットとなり、『トップ・オブ・ザ・ポップス』に出演した。
1980年代前半は、ウェスト・エンドで上演されたアンドルー・ロイド・ウェバーのミュージカル『ソング・アンド・ダンス』、ロイヤル・ナショナル・シアターの『ガイズ&ドールズ』等、意欲的に舞台に取り組んだが、ウェバーの公演では外科手術を受けなければならないほど喉を傷めたこともあった。
その他、ITVで復活したテレビシリーズ『オー・ボーイ！』の司会、ロンドンのキャピトル・ラジオ・ステーションのパーソナリティ、カタログ通販のフリーマンズ・ファッションに関ったりと多忙な日々を過ごす。
1984年のアルバム『Shape Up and Dance』を最後に1980年代はレコーディングを止め、ライブ、俳優業、テレビ出演等に軸足を移す。

### 1990年代
1993年にはレコーディング活動を再開。シングル「Independence」がUKチャートの11位まで上昇したほか、この年だけで5枚のシングルをリリースした。
1994年にはテイク・ザットと組み、「テイク・ザット・フィーチャリング・ルル」名義でリリースしたシングル「リライト・マイ・ファイア」（オリジナルは1979年のダン・ハートマン）が、UKチャート1位を獲得。ルルはテイク・ザットのツアーにも同行した。
またこの頃、BBCの人気コメディ番組『アブソルートリー・ファビュラス』、『フレンチ・アンド・サンダース』等に出演。コメディエンヌとしても活動する。
1999年には、BBC1で宝くじ番組『レッド・アラート』の司会を務めたほか、シングル「Hurt Me So Bad」をリリースした。また、イギリスのシンガー、Kavanaとのデュエット曲「Heart Like The Sun」をレコーディングした（2007年にKavanaのベスト・ヒット・アルバムがリリースされるまで発表されなかった）。

### 2000年 - 現在まで
2000年にOBEを叙勲。
2002年には自叙伝『I Don’t Want to Fight』を出版、またエルトン・ジョン、ポール・マッカートニーら豪華なアーティストとのデュエットを含むアルバム『トゥギャザー』(Together) をリリースし、ゴールド・ディスクを獲得。
2004年、アルバム『バック・オン・トラック』(Back On Track) をリリースし、デビュー40周年記念UKツアーを行った。同年、BBC Radio2での2時間特番のパーソナリティも務めた。
2005年、ソウル・クラシックを採り上げたアルバム『ア・リトル・ソウル・イン・ユア・ハート』(A Little Soul in Your Heart) をリリースし、UKチャートの28位を記録。
2006年6月下旬から7月前半にかけてはテイク・ザットのツアーに同行し、「リライト・マイ・ファイア」を披露した。
2008年11月には「ホームカミング・スコットランド・キャンペーン」(Homecoming Scotland 2009) にスコットランド人セレブリティのひとりとして参加。スコットランドの遺産を保有する世界中の人々に、スコットランドへの返還を奨励した。また、自身のウェブサイトでバラク・オバマのアメリカ大統領就任を祝福するメッセージを掲載した。
2009年1月にはBBCの番組『Eurovision: Your Country Needs You』に、2009年度ユーロビジョン・ソング・コンテスト出場者のアドバイザー/コーチ役として登場。同年9月にロンドンのハイドパークで行われたアバ・トリビュート・コンサートに出演した後、チャカ・カーン、アナスタシアと組んだ「Here Come Girls」と題したイギリス・ツアーの決行を発表する。3人は2009年11月に20か所を回り、2010年にはカーンに代えてヘザー・スモールが参加してツアーを行うことが発表された。
2014年8月、ルルは2014年コモンウェルスゲームズの閉会式でトップバッターを飾った。2015年2月11日、料理番組「ブリティッシュ ベイクオフ』のコミック・リリーフ向け特別番組に出演、この中で彼女はこれまでペイストリーを作ったことがないと明かした。
2021年10月、BBCで放映された『ル・ポールのドラァグ・レース』の第3シーズンにゲスト審査員として参加した。
2022年3月、映画『マイ・オールド・スクール』で声の出演、エンディングテーマの「マイ・オールド・スクール」も歌った。
2023年1月、イギリス版『ザ・マスクド・シンガー』の第4シーズンに「ピース・オブ・ケーキ」として出場。2回戦で敗退となった。同年から行われている「フォー・ザ・レコード」UKツアーはルルにとって2019年以来のツアーであり、久々に広範囲かつ大々的に行われたツアーでもあった。
同年11月3日、75歳の誕生日を祝して2024年から『シャンペン・フォー・ルル!』と題した新たなUKツアーを行うことを発表。ロンドンでの一夜限りのパフォーマンスは「シャウト」の発売から60年を数える4月17日にロンドン・パレイディアム劇場で行われる。

## 政治的立場
1979年と1983年のイギリス総選挙では、マーガレット・サッチャー率いる保守党を支持した。

## 商品
年齢を重ねても若々しいキャラクターを利用して、「ルルズ」と銘打ったアンチ・エイジング化粧品をイギリスのショッピング・チャンネル、QVCを通じて販売している。

## ディスコグラフィ

### スタジオ・アルバム
- 『サムシング・トゥ・シャウト・アバウト』 - Something to Shout About (1965年)
- 『いつも心に太陽を』 - Love Loves to Love Lulu (1967年)
- Lulu’s Album (1969年)
- 『ニュー・ルーツ』 - New Routes (1970年)
- Melody Fair (1970年)
- 『ルル』 - Lulu (1973年)
- 『世界を売った男』 - Heaven and Earth and the Stars (1976年)
- 『あまく見ないで』 - Don't Take Love for Granted (1978年)
- 『思い出のかけら』 - Lulu (1981年)
- 『愛は限りなく』 - Take Me To Your Heart Again (1982年)
- 『インディペンデンス』 - Independence (1993年)
- Together (2002年)
- Back on Track (2004年)
- A Little Soul in Your Heart (2005年)
- Making Life Rhyme (2015年)

### コンピレーション・アルバム
- The Most of Lulu (1971年)
- Shape Up and Dance (1984年) ※オムニバス
- The Greatest Hits (2003年)
- 『シャウト!～コンプリート・デッカ・レコーディングス』 - Shout! The Complete Decca Recordings (2009年)
- Lulu On the Dancefloor: Remixes (2009年)

### シングル
- "Shout" (1964年、Decca)
- "I'll Come Running" (1964年、Parrot)
- "Can't Hear You No More" (1964年、Decca)
- "Here Comes the Night" (1964年、Decca)
- "Satisfied" / "Surprise Surprise" (1964年、Decca)
- "Leave a Little Love" (1965年、Decca)
- "Try to Understand" (1965年、Decca)
- "Tell Me Like it Is" / "Stop Fooling Around" (1965年、Decca)
- "Call Me" (1966年、Decca)
- "What a Wonderful Feeling" (1966年、Decca)
- "Wenn du da bist" / "So fing es an" (1966年) ※Germany
- "Stealing My Love from Me" (1967年) ※US
- "The Boat That I Row" (1967年、Columbia)
- "Let's Pretend" (1967年、Columbia) ※"To Sir, with Love" was the flip side of this single in the UK
- "To Sir, with Love" (1967年、Epic)
- "Love Loves to Love Love" (1967年、Columbia) ※ファットボーイ・スリムにより「Santa Cruz」にサンプリングされた
- "Shout!" (1967年) ※US re-issue
- "Best of Both Worlds" (1968年、Epic) ※US
- "Me, the Peaceful Heart" (1968年、Columbia)
- "Boy" (1968年、Columbia)
- "Morning Dew" (1968年、Epic) ※US
- "I'm a Tiger" (1968年、Columbia)
- "This Time" (1968年、Epic) ※US、映画『Hot Millions』より
- "Boom Bang-a-Bang" (1969年、Columbia) ※Recorded in English, French, Spanish, German, and Italian
- "Oh Me Oh My (I'm a Fool for You Baby)" (1969年、Atco)
- "Hum a Song (From Your Heart)" (1970年、Atco) ※with the Dixie Flyers
- "Oh Me, Oh My (Povera Me)" (1970年、Italy)
- "After the Feeling is Gone"  (1970年、Atco) ※with the Dixie Flyers
- "Everybody Clap" (1971年、Atlantic) ※フィーチャリング・モーリス・ギブ、ジョン・ボーナム、ジャック・ブルース
- "Ich brauche deine Liebe/ Wach' ich oder traum' ich" (1971年、Atlantic) ※Germany
- "Warum tust du mir weh/Traurig, aber wahr" (1971年、Atlantic) ※Germany
- "Even if I Could Change" (1972年、Atlantic)
- "You Ain't Wrong, You Just Ain’t Right" (1972年、Atlantic) ※US
- "Make Believe World" (1972年、Chelsea) ※US
- "The Man Who Sold the World" (1974年、Polydor)
- "The Man with the Golden Gun" (1974年、Chelsea)
- "Take Your Mama for a Ride (Pt. 1)" (1975年、Chelsea)
- "Boy Meets Girl" (1975年、Chelsea)
- "Heaven and Earth and the Stars" (1975年、Chelsea)
- "Your Love is Everywhere" (1977年、GTO)
- "Don't Take Love For Granted" (1978年、Rocket)
- "I Love to Boogie" (1979年、Rocket)
- "I Could Never Miss You (More Than I Do)" (1981年、Alfa)
- "If I Were You" (1982年、Alfa)
- "Who's Foolin’ Who" (1982年、Alfa)
- "I Will Do it for Your Love" (1982年、Alfa)
- "Take Me to Your Heart Again" (1982年、Alfa)
- "Is That So?" (1984年、Lifestyle)
- "Love is the Answer" (1985年、Tonpress Poland)
- "Hello My Friend" (1985年、Tonpress Poland)
- "Shout!" (Jive) (1986年、new version)
- "My Boy Lollipop" (1986年、Jive)
- "Nellie the Elephant" (1990年、Mercury)
- "Independence" (1993年、Dome)
- "I'm Back for More" (1993年、Dome) ※with ボビー・ウォーマック
- "Let Me Wake Up in Your Arms" (1993年、Dome)
- "Relight My Fire" (with Take That) (1993年、RCA)
- "How 'Bout Us" (1993年、Dome)
- "Goodbye Baby and Amen" (1994年、Dome)
- "Every Woman Knows" (1994年、Dome)
- "Hurt Me So Bad" (1999年、Rocket)
- "Better Get Ready" (2000年、Mercury)
- "Where the Poor Boys Dance" (2000年、Mercury)
- "Phunk Phoolin’" (2002年、Kerphunk Ft. Lulu)
- "We've Got Tonight" (2002年、Polydor) ※ローナン・キーティングとの共演作
- "Put a Little Love in Your Heart" (2005年、Globe)
- "Run Rudolph Run" (2007年、iTunes) ※UK
- "The Word Is Love" (2010年、Kobalt Music)